# Kenzeli József
Kenzeli József (Nagyszeben, 1769. március 1. – Kakasfalva, 1838. április) ágostai evangélikus lelkész.

## Élete
1792-től a jénai egyetemen tanult; azután hitszónok volt Nagyszebenben. 1806. október 28-án Kakasfalvára (Hambach) hívták meg lelkésznek, ahol 1838 áprilisában meghalt.

## Munkája
- De Trinitate Divina dissertatio quam pro loco inter professores gymn. Cibin. A C. obtinenda die XIX. Martii ... in auditorio collegii mai, publice defendet ... Gymn. Cibin. A. C. prof. ord. designatus. Dibinii, 1798.